# (2656) Evenkia
(2656) Evenkia (1979 HD5) – planetoida z pasa głównego asteroid okrążająca Słońce w ciągu 3,39 lat w średniej odległości 2,26 j.a. Odkryta 25 kwietnia 1979 roku.